# 北町 (新宿區)
北町（日语：／ Kitamachi */?）是東京都新宿區的町名。未實施住居表示。2013年8月1日為止的人口有908人。郵遞區號為162-0834。

## 地理
位於新宿區東北部。東北部臨岩戶町、袋町，東南部接中町，西南部與細工町之間以牛込中央通為界，西北部通箪笥町。町域內多為住宅區，也有公寓大樓。本地舊名為牛込北町，目前仍使用於巴士站名與交差點名。

## 歷史
原來稱為牛込北御徒町，1872年（明治5年）改稱牛込北町。

### 地名由來
因在御徒町北部而稱北御徒町，後簡稱北町。

## 交通
町域內沒有鐵路車站，都營大江戶線牛込神樂坂站。

## 設施
- 新宿區立愛日小學校

## 備註
1. ↑  『角川日本地名大辞典 13　東京都』、角川書店、1991年再版、P873
2. ↑  .   [2013-08-10]. （原始内容存档于2014-08-19）.

## 外部連結
- 新宿區役所（页面存档备份，存于）